# セント・デイヴィッド教区 (ドミニカ国)
セント・デイヴィッド教区（英語: Saint David Parish）は、ドミニカ国の行政教区のひとつ。東部に位置し、北から時計回りにセント・アンドリュー教区、北大西洋、セント・パトリック教区、セント・ジョージ教区、セント・ポール教区、セント・ジョゼフ教区と接しており、国内で最も多く行政教区と隣接している。面積は131.5平方キロメートル、人口は5,899人（2011年国勢調査）。
教区北部の15km2はカリナゴ・テリトリーに指定されており、先住民族のカリブ族（カリナゴ族）の自治区（居留地）となっている。

## 主要都市
- カッスル・ブルース（英語版）（Castle Bruce） - 最大の都市
- グッド・ホープ（英語版）（Good Hope）
- プティ・スフリエール（英語版）（Petit Soufrière）
- ロザリー（Rosalie）
- サリュビア（Salybia） - カリナゴ・テリトリーの首都